# Bàu Hàm 1
Bàu Hàm 1 is een xã in het district Trảng Bom, een district in de Vietnamese provincie Đồng Nai.
In het oosten grenst het met Gia Kiệm, in het district Thống Nhất. In het noorden grenst het met Bàu Hàm 2, in hetzelfde district Thống Nhất. In het noorden en het westen grenst het met de xã Sông Thao. In het zuiden grenst het aan Thanh Bình.